# Wie bringt man seine Frau um?
Wie bringt man seine Frau um? ist eine US-amerikanische Filmkomödie aus dem Jahr 1965, mit den Hauptdarstellern Jack Lemmon und Virna Lisi.

## Handlung
Stanley Ford ist ein erfolgreicher Comiczeichner, der für Zeitungen den bekannten Abenteuercomic Bash Brannigan über einen Geheimagenten schreibt. In seinem Haus in New York lebt der Junggeselle zufrieden, behütet durch seinen Butler Charles. Da Stanley sich auch in seinen Comics stark dem Realismus verpflichtet fühlt, spielt er mit Schauspielstudenten die Szenen seiner Comic-Strips an realen Plätzen nach und lässt diese von seinem Butler fotografisch festhalten. Daraus entstehen dann die Comic-Storys, welche er an viele Zeitungen des Landes verkauft.
Als Junggeselle macht er sich über jeden verheirateten Mann lustig, bis er sich auf der verhinderten Hochzeitsparty seines Freundes Tobey Rawlins in das Mädchen verliebt, das als Überraschung für die Gäste aus der Hochzeitstorte steigt. Er verbringt die Nacht mit ihr in seinem Haus und stellt am nächsten Morgen fest, dass er einen Ehering trägt. Erschrocken weckt er die neben im Bett liegende Frau und erklärt ihr, dass alles ein Irrtum sei und sie beide im betrunkenen Zustand geheiratet hätten. Die Ehe müsse sofort für nichtig erklärt werden. Doch die Frau, nun Mrs. Ford (ihr Vorname bleibt im Film ungenannt), spricht nur italienisch. Es stellt sich heraus, dass sie ein Modell ist, an einem Schönheitswettbewerb teilnahm und sich durch den Hochzeitstorten-Auftritt nur Geld verdienen wollte. Sie versteht jedenfalls das Gebaren ihres neuen Ehemannes nicht, ist aber offensichtlich wirklich in ihn verliebt. Der Butler Charles will unter diesen neuen Umständen das Haus verlassen, da er nur bereit ist, einem Junggesellen zu dienen.
Stanley begibt sich mit seiner Frau zu seinem Freund, dem Rechtsanwalt Harold Lampson, der ihm jedoch erklärt, dass eine Scheidung unmöglich ist. Niedergeschlagen und enttäuscht fügt sich der frischgebackene Ehemann in sein Los, genießt aber in den nächsten Tagen zunehmend die Kochkünste seiner jungen und schönen italienischen Frau, die auch langsam immer besser die Landessprache erlernt. Er nimmt zwanzig Pfund zu, ist ständig übermüdet und wird von seinen Freunden nun als „normaler“ Ehemann gehänselt. All seine Eheerlebnisse verarbeitet er in seinen Comics, die dadurch immer berühmter werden, weil sie nun auch von Frauen gern gelesen werden.
Eines Tages kommt er bei einem Treffen mit seinem alten Butler Charles auf die Idee, seine Frau einfach verschwinden zu lassen, weil sein Leben als Ehemann so anstrengend geworden ist. Denn ohne seine Frau könnte alles so „geordnet“ wie früher sein. Sein Butler ist begeistert von der Idee. Doch während Stanley das als rein theoretischen Plan versteht, der auch dazu dienen soll, seine Comic-Figur wieder dem Abenteuer zuzuführen, denkt sein Butler an die tatsächliche Ausführung. Es wird eine Schaufensterpuppe gekauft, die Stanleys Ehefrau ähnlich sieht, und ein Gerät zur Fernsteuerung elektrischer Anlagen. Außerdem lässt sich Stanley von seinem Arzt, Dr. Bentley, ein Beruhigungsmittel geben, dass unter Einwirkung von Alkohol zuerst enthemmende und dann einschläfernde Wirkung zeigen soll.
Auf einer wilden Party in Stanleys Haus verabreicht er seiner Frau einen Cocktail mit diesem Beruhigungsmittel, woraufhin sie erst enthemmt tanzt und später besinnungslos zu Boden sinkt. Er trägt sie in sein Arbeitszimmer, wo sie tief schlafend auf einem Bett verharrt. Nun beginnt er mit der Schaufensterpuppe und dem Gerät zur Steuerung elektrischer Anlagen den „Mord an seiner Frau“ mit Hilfe der Schaufensterpuppe zu spielen und lässt sich dabei von seinem Ex-Butler fotografieren. Die Schaufensterpuppe wird als „Leiche“ in der Schalung für das Fundament eines neu zu bauenden benachbarten Hochhauses versenkt. Nach erfolgreich gespieltem „Mord“ gesellt er sich wieder unter die Partygäste.
Noch in derselben Nacht zeichnet er die Comic-Story vom „Mord an seiner Frau“ – obwohl die immer noch ruhig im Bett schläft – und schläft selbst darüber auf seinem Zeichentisch ein. Seine Frau erwacht am Morgen mit einem schweren Kopf, sieht die gezeichnete Story ihrer „Beseitigung“ und ist tief von ihrem Mann enttäuscht. Sie zieht ihren Ehering vom Finger, hinterlässt ihn auf dem Zeichentisch und verlässt das Haus. Stanley erwacht etwas später, findet den Ehering, ahnt dass seine Frau ihn anhand des gezeichneten Comics missverstanden hat und beginnt sie zu suchen. Die Polizei will seine verschwundene Frau nicht suchen, weil es sich ja nur um einen Ehekrach handelt und sie bestimmt zu ihrer Mutter nach Italien geflohen ist. Stanley ist ratlos und nicht glücklich, dass sie nun wirklich verschwunden ist.
Unterdessen wird die Comic-Story von der Beseitigung seiner Frau in den Zeitungen veröffentlicht und sowohl der Verkäufer des Gerätes zur Fernsteuerung elektrischer Anlagen, als auch ein Bauarbeiter von der benachbarten Hochhausbaustelle melden sich bei der Polizei und beteuern die „Wahrheit“ der Comic-Story. Daraufhin wird Stanley verhaftet und ihm der Prozess gemacht. Niemand will ihm glauben, dass er die Beseitigung seine Frau nur für den Comic-Strip gespielt und inszeniert hat und dass seine Frau noch lebt. Selbst sein Butler glaubt im Zeugenstand immer noch daran, dass die echte Mrs. Ford beseitigt wurde.
In einer aberwitzigen Rede vor Gericht verteidigt er sich selbst und wird am Ende – unfassbar für alle Frauen im Gerichtssaal, aber bejubelt von den anwesenden Männern – freigesprochen.
Zusammen mit seinem Butler, der nun wieder zu ihm zurückkehrt, betritt er sein Haus. Beide freuen sich auf ihr altes Leben. Doch auf der Treppe findet Stanley die Schuhe und den Mantel seiner Frau, im Schlafzimmer schließlich sie selbst. Er sinkt erleichtert und zufrieden im Bett in ihre Arme, ist froh über ihre Rückkehr und steckt ihr auch wieder den Ehering an. Der Butler will sein altes Zimmer wieder beziehen, doch hat sich dort bereits die Mutter der jungen Italienerin eingerichtet. Es genügen wenige Blicke und der Butler verliebt sich in die Mutter. Damit ist der Junggesellenhaushalt Geschichte.

## Kritiken
Das Lexikon des internationalen Films war wenig begeistert: „Ein Zeichner von Comic-strip-Serien, der von dem Spleen befallen ist, die Abenteuer seiner Serienhelden vorher selbst zu erproben, heiratet im Suff, gerät durch das Verschwinden seiner Frau unter Mordverdacht und mausert sich nach ihrer Rückkehr zum miesen Pantoffelhelden. Klamotte, in der Jack Lemmon als Hauptdarsteller deutlich hinter seinen Möglichkeiten zurückbleibt.“.
Der All Movie Guide befand den Film dagegen insbesondere dank Jack Lemmons komödiantischer Leistung für sehenswert. Auch die weiteren Schauspieler sowie die Mitglieder der Filmcrew, was etwa Filmmusik oder Kameraarbeit angehe, würden gute Leistungen abliefern. Die Regie von Quine sei „präzise“, wenn auch der Film am Ende etwas zu sehr zu einer Farce verkomme. Man müsse den Film allerdings als „Zeitkapsel“ in die 1960er-Jahre anschauen, da die Prämisse des Films aus heutiger Sicht frauenfeindlich sei, dann könne man auch die Gags lustig finden.

## Auszeichnungen
Jack Lemmon gewann den Goldenen Lorbeer für seine männliche Comedy-Performance bei den Laurel Awards. Bei den Laurels erhielt Claire Trevor auch eine Nominierung in der Kategorie Beste Nebendarstellerin. Lemmon war ebenfalls bei den British Academy Film Awards in der Kategorie Bester ausländischer Hauptdarsteller nominiert.